# Loeselia mexicana
Loeselia mexicana, comúnmente llamada espinosilla, es una especie de planta fanerógama perteneciente a la familia Polemoniaceae, nativa de Norteamérica.

## Descripción
Loeselia mexicana es una planta herbácea a arbustiva de hasta 2 m de alto, de base leñosa, con tallos erectos ramificados desde la base. Las pequeñas hojas rígidas y ásperas al tacto, son densamente pubescentes, ovadas a lanceoladas y de margen aserrado. Las flores crecen de modo solitario o agrupado en las axilas de las hojas. La vistosa corola es roja —a veces amarillenta, rosada o blanca— con cinco lóbulos anchos. Los estilos sobrepasan la corola.
Hay ejemplares que florean todo el año, aunque es más común verlos en flor del final de la estación lluviosa (septiembre-octubre) hasta el final de la estación seca (marzo-abril).

## Distribución y hábitat
Loeselia mexicana se presenta desde Texas y por casi todo México, probablemente hasta Guatemala. Habita en una gran variedad de climas y ecosistemas, preferentemente en lugares soleados y perturbados, como pastizales, claros de bosque, orillas de caminos o campos de cultivo abandonados.

## Propiedades
Loeselia mexicana tiene un uso extendido en la medicina tradicional de México. Se reporta su uso para combatir la fiebre puerperal, la disentería y la bronquitis, entre muchos otros. De la planta también se ha aislado la dafnoretina, un compuesto que ha demostrado tener efecto ansiolítico.

## Taxonomía
Loeselia mexicana fue descrita en 1907 por August Brand, sobre un basónimo de Jean-Baptiste Lamarck, en Das Pflanzenreich 27[IV,250]: 174.

### Etimología
Loeselia: nombre genérico dado en honor al botánico alemán Johannes Loesel (1607-1655)
mexicana: epíteto geográfico

### Sinonimia
- Hoitzia coccinea Cav.
- Hoitzia mexicana Lam.
- Loeselia coccinea (Cav.) G.Don[6]